# Песо

Страны, которые используют валюту с именем песо.
Страны, которые ранее использовали валюту под названием песо.

Пе́со (исп. peso — буквально «вес», от лат. pensum пенсум — «взвешенный») — серебряная монета средневековой Испании и её колоний (в Европе в то время песо называли пиастром), а также название ряда денежных единиц некоторых государств — бывших испанских колоний:
- Аргентины — аргентинское песо
- Доминиканской Республики — доминиканское песо
- Колумбии — колумбийское песо
- Кубы — кубинское песо
- Мексики — мексиканское песо
- Филиппин — филиппинское песо
- Чили — чилийское песо
- Уругвая — уругвайское песо

В прошлом также денежная единица:
- Боливии — боливийское песо в 1963—1987 гг., боливиано после
- Гватемалы — гватемальское песо до 1925 г., гватемальский кетсаль после
- Гвинеи-Бисау — песо Гвинеи-Бисау до 1997 г., франк КФА BCEAO после
- Гондураса — гондурасское песо до 1926 г., гондурасская лемпира после
- Коста-Рики — коста-риканское песо до 1896 г., коста-риканский колон после
- Никарагуа — никарагуанское песо до 1912 г., никарагуанская кордоба после
- Парагвая — парагвайское песо до 1943 г., парагвайский гуарани после
- Сальвадора — сальвадорское песо до 1919 г., сальвадорский колон после

1 песо обычно делится на 100 сентаво, в Уругвае и Чили на 100 сентесимо, на Филиппинах (с 1967 г.) — на 100 сентимо. Также существовала мелкая монета мараведи, равная 1/700 песо (или кастельяно).

## История

200 парагвайских песо 1920 года

Песо — серебряная монета, впервые чеканилась в 1497 году в подражание талерам и в замену ранее чеканившейся кастельяно. Равнялась 8 реалам (в Латинской Америке вплоть до конца XIX века), номинал также указывался в реалах. В XVI веке песо стали чеканить в огромных количествах на 11 монетных дворах из серебра, добываемого в рудниках Америки. В 1537—1888 гг. было выпущено свыше 3 млрд мексиканских песо, часть которых послужила монетным дворам Европы материалом для перечеканки. На всей территории Америки песо стало главной денежной единицей, в Северной Америке — как испанский (мексиканский) доллар и прообраз доллара США, в Бразилии — как патакан.
Патака Макао, имеющая символ (圓) — денежная единица, эквивалентная песо в португалоязычном Макао.